# Хан Аспарух (кораб)
Вижте пояснителната страница за други значения на Хан Аспарух.
„Хан Аспарух“ е вторият най-голям кораб, след „Хан Крум“ (Olympic Star, IMO 7625251, дедуейт 107245 т.), построен в България. Представлява танкер с дедуейт от 96795 тона. и най-голяма дължина 244.50 м. Построен е през 1976 г., а е изведен от експлоатация през 2003 г.

## История
Строежът на кораба започва през ноември 1974 г. във Варненския корабостроителен завод „Георги Димитров“. Строен е по проект на Института по корабостроене в град Варна с главен конструктор инж. Ташо Попов. На 24 март 1976 г. изплава от доковата камера на корабостроителницата. На 3 ноември 1977 г. във Варна е вдигнато държавното знаме на танкера (IMO номер 7346647), а ръководството му е поверено на кап. Видьо Видев и на гл. механик Петър Цаперков. Влиза в състава на Параходство БМФ.
На 27 октомври 2001 г. на кораба избухва пожар, докато излиза от пристанището на Новоросийск натоварен с 80 035 t нефт. Пострадват 6 души. На 3 декември 2003 г. съветът на директорите на Параходство БМФ решават да изведат танкера от експлоатация, тъй като не отговаря на съвременните изисквания. Продаден е за скрап в Аланг, Индия.